# آرایه اسکن الکترونیکی فعال

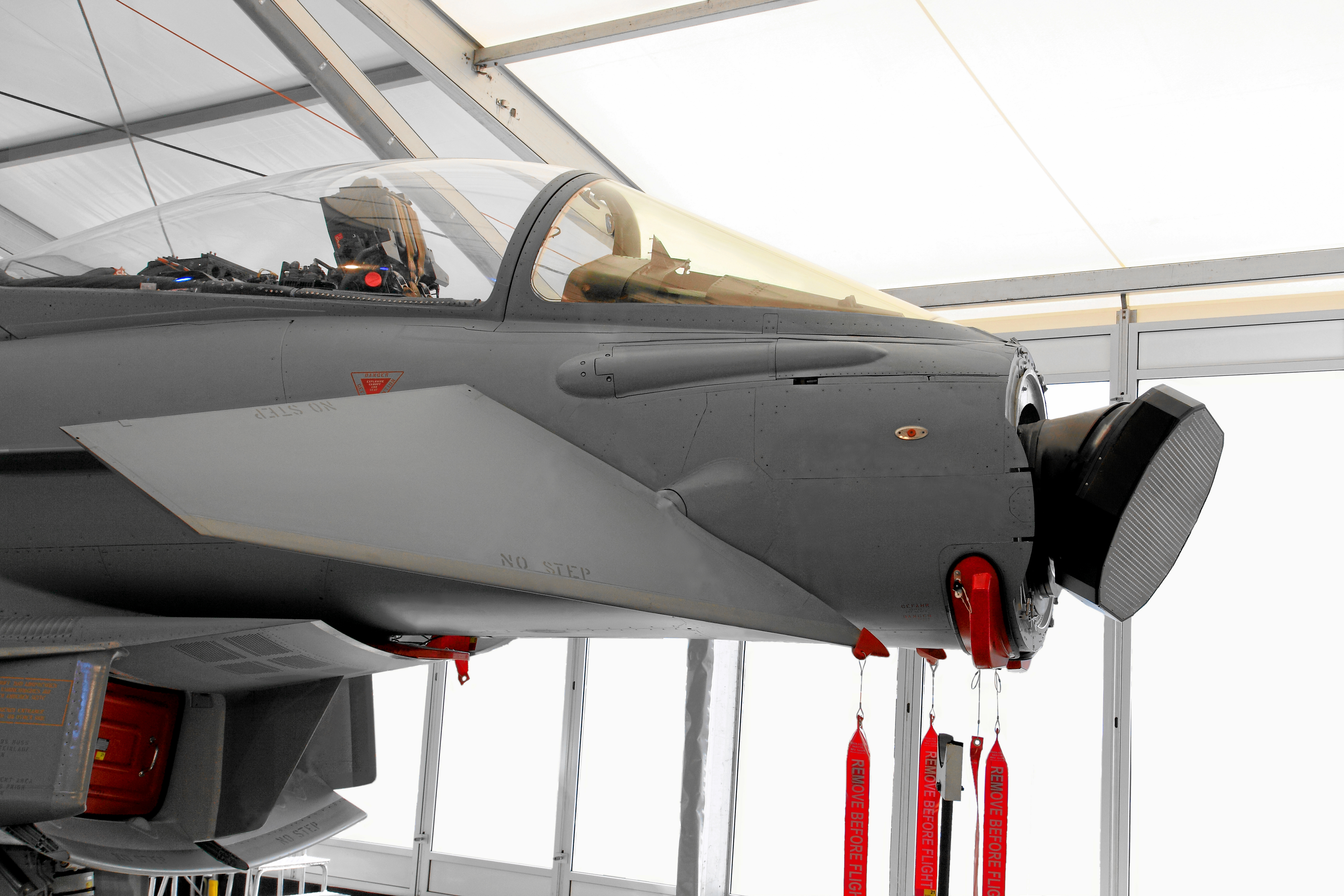
جنگنده شکاری یوروفایتر تایفون که نوک آن برداشته شده‌است، و رادار Euroradar CAPTOR که از نوع آرایه فازی اسکن الکترونیکی شده فعال است، مشخص می‌باشد.

آرایه اسکن الکترونیکی فعال (به انگلیسی: Active electronically scanned array) و به‌طور خلاصه AESA، نوعی آنتن آرایه فازی است، و آن یک آرایه آنتن کنترل شده توسط رایانه است که می‌تواند پرتو امواج رادیویی را به صورت الکترونیکی به سمت دلخواه متمرکز کند بدون اینکه آنتن‌ها را حرکت فیزیکی دهد. در AESA، هر المان آنتن به یک ماژول گیرنده/فرستنده (TRM) حالت-جامد کوچک متصل شده‌است که تحت کنترل یک رایانه می‌باشد و اعمال گیرنده و فرستنده را برای آنتن انجام می‌دهد. این موضوع با آرایه فازی اسکن الکترونیکی منفعل (PESA) درتضاد است، که در آن همه المان‌های آنتن ابتدا به یک تغییردهنده فاز کنترل شده توسط رایانه متصل شده و سپس همگی به یک فرستنده یا گیرنده منفرد متصل می‌شوند. کاربرد اصلی آرایه اسکن الکترونیکی فعال (AESA) در رادارها بوده و به رادارهای ساخته شده با این تکنولوژی رادار آرایه فازی فعال (active phased array radar (APAR)) گفته می‌شود.
آرایه اسکن الکترونیکی فعال در اصل نسخه پیچیده‌تر، پیشرفته تر، و نسل دومی تکنولوژی آرایه اسکن اکترونیکی منفعل (PESA) است که در ابتدا ساخته شده بود. PESAها فقط می‌توانند همزمان یک پرتو امواج رادیویی را با یک فرکانس واحد منتشر کنند. AESA می‌تواند همزمان چندین پرتوی امواج رادیویی را در چندین فرکانس تابش کند. رادارهای AESA می‌توانند انتشار سیگنال خود را در دامنه وسیع تری از فرکانس‌ها پخش کنند، که این مسئله تشخیص آنها را در کنار نویز پس زمینه دشوارتر می‌کند، و این امر به کشتی‌ها و هواپیماها اجازه می‌دهد سیگنال‌های راداری قدرتمندی را ارسال کنند در حالیکه همچنان مخفی مانده‌اند و در برابر اخلال الکترونیکی (jamming) مقاومت بیشتری داشته باشند.

## اصول

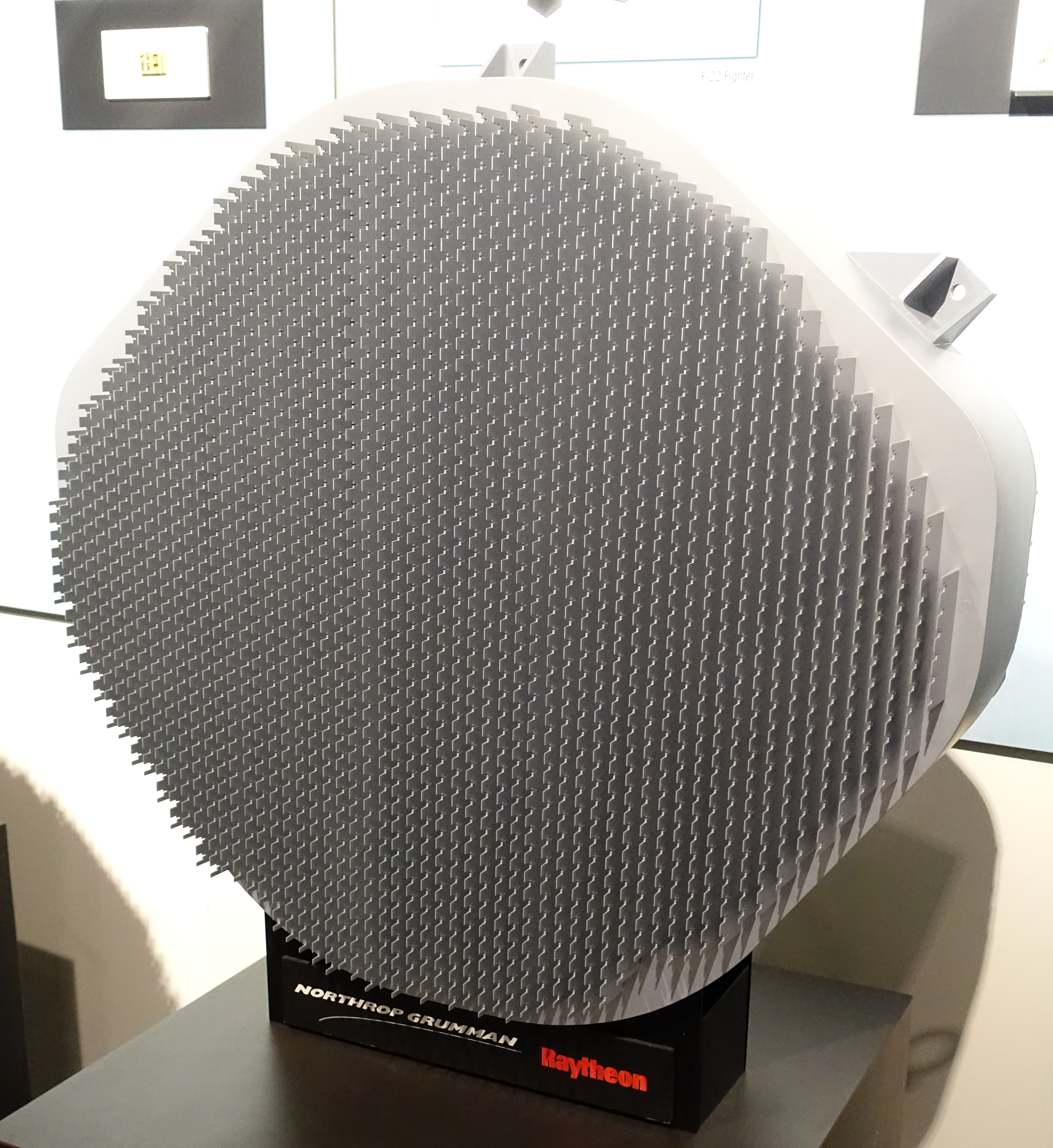
رادار آرایه فازی نصب شده بر روی جنگنده لاکهید مارتین F-22 (سال ۲۰۰۷)

سیستم‌های راداری معمولاً با اتصال آنتن به یک فرستنده رادیویی قدرتمند برای انتشار پالس کوتاه سیگنال کار می‌کنند. سپس فرستنده قطع شده و آنتن به یک گیرنده حساس متصل می‌شود که هر گونه پژواک را از اشیا هدف (target) تقویت می‌کند. با اندازه‌گیری مدت زمان برگشت سیگنال، گیرنده رادار می‌تواند فاصله تا جسم را تعیین کند. سپس گیرنده خروجی حاصل را به نوعی نمایشگر می‌فرستد. عناصر فرستنده به‌طور معمول لامپ‌های کلایسترون یا مگنترون‌ها هستند، که برای تقویت یا تولید دامنه محدودی از فرکانس‌ها تا سطح توان بالا مناسب هستند. برای اسکن بخشی از آسمان ، آنتن رادار باید به‌طور فیزیکی جابجا شود تا در جهات مختلف قرار گیرد.

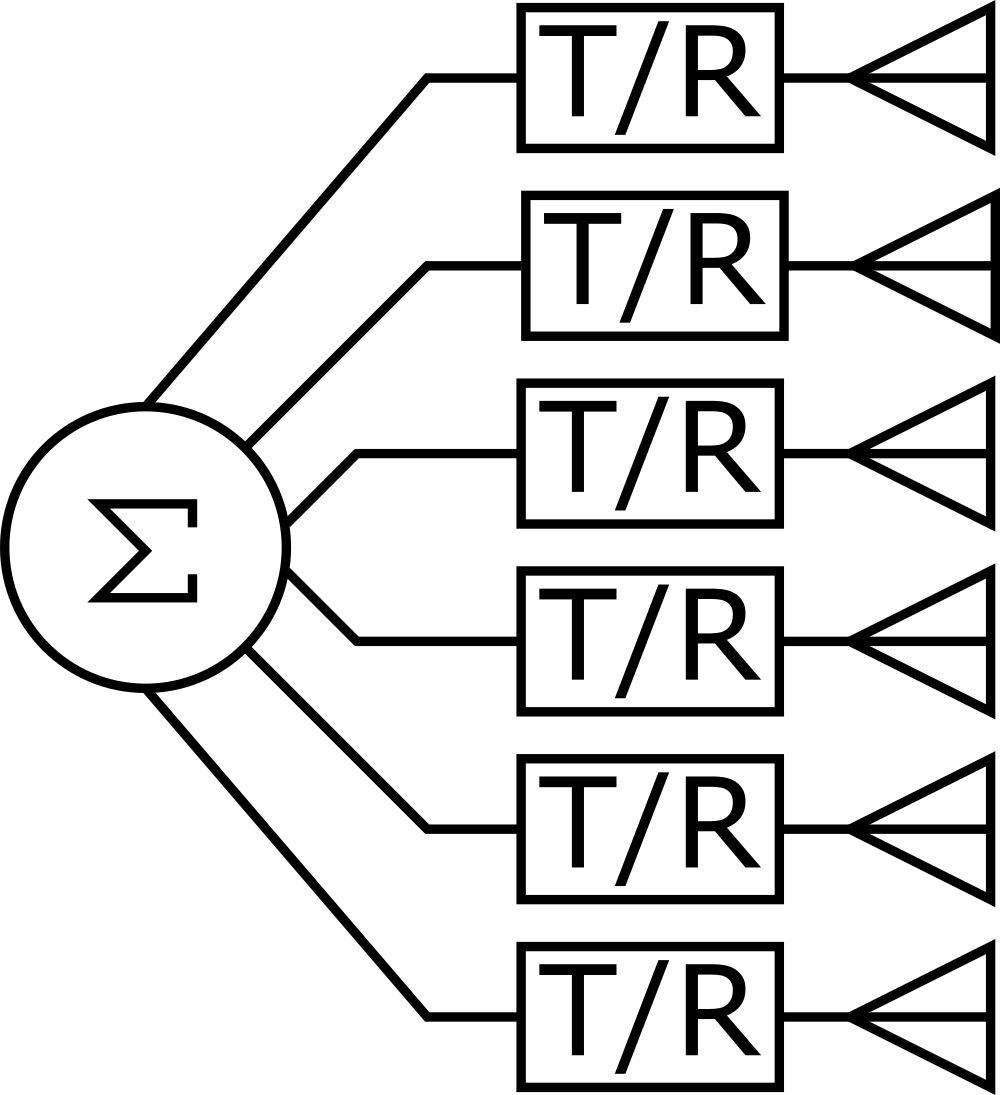
شماتیک ساده AESA

با شروع دهه ۱۹۶۰ دستگاه‌های جدید حالت-جامد با قابلیت تأخیر سیگنال فرستنده به روشی کنترل شده معرفی شدند. این امر منجر به ظهور اولین آرایه اسکن الکترونیکی منفعل (PESA) مقیاس بزرگ شد، که به صورت ساده رادار آرایه فازی نامیده می‌شود. PESAها یک سیگنال را از یک منبع واحد می‌گرفتند، آن را به صدها مسیر تقسیم می‌کردند، بعضی از آنها را به‌طور انتخابی به تأخیر می‌انداختند و آنها را به آنتن‌های جداگانه می‌فرستادند. تاخیرها را می‌توان به راحتی به صورت الکترونیکی کنترل کرد و اجازه داد پرتو خیلی سریع و بدون حرکت آنتن هدایت شود. PESA می‌تواند یک حجم از فضا را خیلی سریعتر از یک سیستم مکانیکی سنتی اسکن کند. به علاوه، به لطف پیشرفت در الکترونیک، PESAها قابلیت تولید چندین پرتو فعال همزمان را پیدا کردند. این امر به آنها این اجازه را می‌داد که همزمان با اسکن آسمان، چندین پرتو را به یک نقطه خاص، جهت ردیابی یک موشک یا هدایت موشک‌های هدایت راداری نیمه-فعال متمرکز کنند. PESAها در دهه ۱۹۶۰ میلادی به سرعت در کشتی‌ها و تجهیزات ثابت بزرگ متداول شدند، و با کوچکتر شدن تجهیزات الکترونیکی، از سنسورهای هوابرد (نصب شده روی خود تجهیز) استفاده شد.

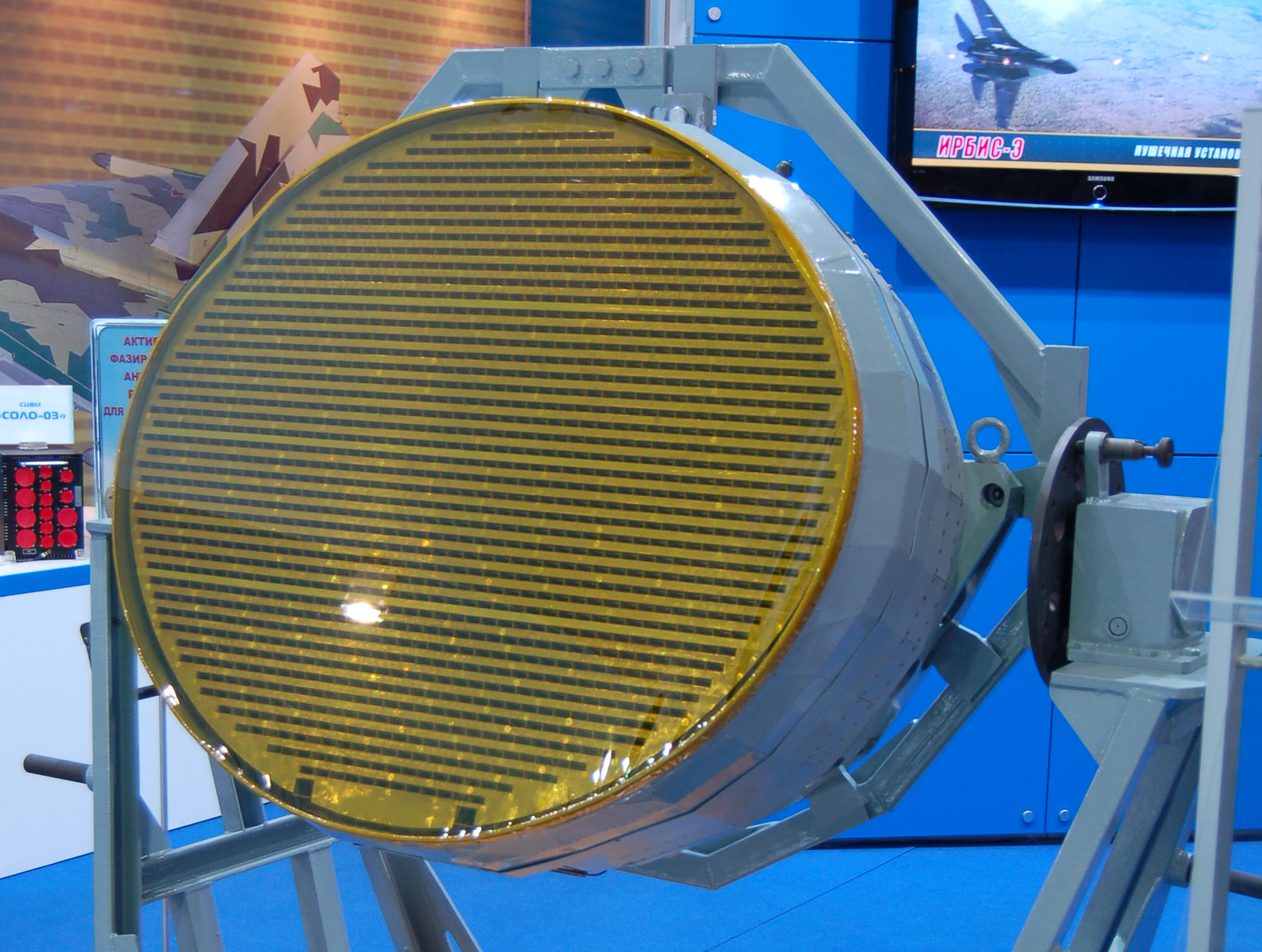
رادار N036-1-01-X-band یک رادار آرایه فازی اسکن الکترونیکی که بر روی نمونه اولیه یک جنگنده Sukhoi Su-57 نصب شده‌است. (سال ۲۰۰۹)

با پیشرفت بیشتر در صنعت الکترونیک حالت-جامد، AESAها ظهور کردند. در سیستم‌های اولیه، سیگنال منتقل شده در یک لامپ موج یا کلایسترون یا دستگاه مشابه آن ایجاد می‌شدند که نسبتاً بزرگ بودند. تجهیزات الکترونیک گیرنده‌ها نیز به دلیل کار با فرکانس‌های بالا بزرگ بودند. ظهور میکروالکترونیک آرسنید گالیوم از دهه ۱۹۸۰ باعث کاهش قابل توجه اندازه عناصر گیرنده شد، تا جایی که عناصر مؤثر در اندازه‌های مشابه رادیوهای دستی و با حجمی به اندازه فقط چند سانتی‌متر مکعب ساخته شدند. معرفی JFET‌ها و MESFET‌ها همین کار را با قسمت فرستنده سیستم‌ها کرد. این امر باعث ظهور سیستم‌های تقویت کننده-فرستنده ای شد که دارای یک ژنراتور موج ساز (waveform generator) کم مصرف حالت جامد بود که یک تقویت کننده (amplifier) را تغذیه می‌کرد، و به هر راداری که به آن مجهز بود اجازه می‌داد در یک طیف بسیار گسترده‌ای از فرکانس‌ها پرتو ساطع کند، به گونه ای که می‌توانست فرکانس عملیاتی را با هر پالس موج ارسالی تغییر دهد. با کوچکتر شده کل مجموعه (فرستنده، گیرنده و آنتن) مجموعه ای مستقل به نام «ماژول فرستنده-گیرنده» (TRM) ساخته شد که سایز آن به اندازه یک شیر پاکتی بود و با ایجاد آرایه ای از این عناصر، آرایه اسکن الکترونیکی فعال (AESA) شکل گرفت.
مزیت اصلی AESA نسبت به PESA این است که هر ماژول می‌تواند با فرکانس مختلفی کار کند. برخلاف PESA، که سیگنال در فرکانس‌های منفرد توسط تعداد کمی فرستنده تولید می‌شود، در AESA هر ماژول، سیگنال مستقل خود را تولید و ساطع می‌کند. این به AESA اجازه می‌دهد تا تعداد زیادی «پرتو-فرعی» همزمان ایجاد کند که می‌تواند به دلیل داشتن فرکانس‌های مختلف آنها را تشخیص دهد و تعداد بسیار بیشتری از اهداف را به‌طور فعال ردیابی کند. AESA همچنین می‌تواند پرتوهایی را تولید کند که از تعداد زیادی فرکانس مختلف تشکیل شده‌اند، و با پس-پردازش سیگنال‌های ترکیب شده از چند «ماژول فرستنده-گیرنده» می‌تواند یک تصویر در نمایشگر ایجاد کند، مانند حالتی که از یک پرتو منفرد قوی استفاده می‌شود.

## محدودیت‌ها
اگر فاصله المان‌ها نصف طول موج باشد، ماکزیمم زاویه پرتو می‌تواند {\displaystyle \pm 45} درجه باشد. اگر فاصله المان‌ها کمتر باشد، بیشترین زاویه دید (FOV) برای یک آنتن صفحه ای آرایه فازی در حال حاضر ۱۲۰ درجه است ({\displaystyle \pm 60} درجه). هر چند این محدودیت را می‌توان با ترکیب کردن با هدایت مکانیکی اصلاح کرد.